# Hime formosana
Espèce
Statut de conservation UICN

 DD 12 octobre 2018 : Données insuffisantes
Synonymes
- Aulopus formosanus
- Hime formosanus

Hime formosana est une espèce de poissons marins téléostéens de la famille des Aulopidae.

## Systématique
L'espèce Hime formosana a été décrite pour la première fois en 1994 par les zoologistes chinois Sin-Che Lee (d), Wei-Chao Chang (d) sous le protonyme Aulopus formosanus.

### Synonymie
Selon Catalogue of Life 
- Aulopus formosanus, Lee & Chao
- Hime formosanus, (Lee & Chao)

## Description
Hime formosana possède un corps allongé qui varie entre 14,75 et 22,95 cm, et dont l'holotype mesure 16,94 cm.
Comme les membres de la famille des Aulopidae, l'espèce a une nageoire dorsale dont la longueur dépasse la moitié de celle de l'ensemble du corps.

## Répartition
Cette espèce se croise au large de Kyūshū, dans l'océan Pacifique et au large de Taïwan, à des profondeurs variant de 120 à 200 m.

## Étymologie
Son épithète spécifique, formosana est dérivé de Formosa, Formose en français, un des noms de Taïwan, où l'espèce a été découverte.

## Publication originale
- (en) Sin-Che Lee et Wei-Chen Chao, « A New Aulopid Species, Au/opus Formosanus (Aulopiformes: Aulopodidae) from Taiwan », Zoological Studies, vol. 33, no 3,‎ 1er juillet 1994, p. 211-216 (ISSN 1021-5506 et 1810-522X, lire en ligne).